# Adelognathus dorsalis
Adelognathus dorsalis là một loài tò vò trong họ Ichneumonidae.